# Küppers-Lortz-Instabilität
Die Küppers-Lortz-Instabilität oder auch das Küppers-Lortz-Chaos (benannt nach Günter Küppers und Dietrich Lortz) ist ein Phänomen aus der Strömungslehre.
Erhitzt man eine Flüssigkeitsschicht von unten und kühlt sie von oben, wird ab einem bestimmten Betrag des Temperaturgradienten die statische Schicht instabil und eine stationäre Konvektionsströmung setzt ein. Je nach Temperaturunterschied zwischen oben und unten kann sie verschiedene Muster annehmen – von einer einfachen Rollenströmung bis hin zu einer wabenförmigen sechseckigen Strömung. In diesem Fall strömt die Flüssigkeit in der Mitte der Wabe nach oben und an den Rändern nach unten.
Rotiert die Flüssigkeitsschicht um eine Achse senkrecht zur Schicht, so werden die klassischen Muster der Konvektionsströmung oberhalb eines kritischen Wertes der Drehgeschwindigkeit schon bei kleinsten Temperaturdifferenzen instabil – die Muster verändern sich mit der Zeit. Diese Veränderungen geschehen nicht lokal als stetiger Übergang von einem Muster zum anderen, vielmehr geschieht der Wechsel global und plötzlich. Dieses Phänomen wird in der Literatur Küppers-Lortz-Chaos oder -Instabilität genannt. Es spielt eine Rolle in der Hirnforschung bei der Erklärung spontaner Wahrnehmungswechsel bei Kippfiguren, z. B. beim Necker-Würfel.